# Zacarías Fiorio
Zacarías Fiorio Medina (San Pedro de Ycuamandiyú, 25 maggio 1931 – 29 agosto 2008) è stato un cestista paraguaiano.

## Carriera
Con il Paraguay ha disputato tre edizioni dei Campionati sudamericani (1958, 1960, 1961).